# James Z. Spearing
James Zacharie Spearing (* 23. April 1864 in Alto, Cherokee County, Texas; † 2. November 1942 in New Orleans, Louisiana) war ein US-amerikanischer Politiker. Zwischen 1924 und 1931 vertrat er den Bundesstaat Louisiana im US-Repräsentantenhaus.

## Werdegang
Noch als Kleinkind kam James Spearing mit seinen Eltern im Jahr 1866 nach New Orleans. Dort besuchte er bis 1877 die öffentlichen Schulen. Nach einem Jurastudium an der Tulane University und seiner im Jahr 1886 erfolgten Zulassung als Rechtsanwalt begann er in New Orleans in seinem neuen Beruf zu arbeiten. Dort begann er auch als Mitglied der Demokratischen Partei eine politische Laufbahn.
Zwischen 1908 und 1912 sowie nochmals zwischen 1916 und 1920 gehörte er dem Schulausschuss im Bezirk von New Orleans an. Dazwischen war er von 1912 bis 1916 Mitglied der Schulkommission des Staates Louisiana. Nach dem Tod des Abgeordneten H. Garland Dupré wurde Spearing bei der fälligen Nachwahl für das zweite Mandat von Louisiana als dessen Nachfolger in das US-Repräsentantenhaus in Washington, D.C. gewählt. Dort nahm er am 22. April 1924 seinen Sitz ein. Nachdem er bei den folgenden drei Wahlen jeweils bestätigt wurde, konnte er bis zum 3. März 1931 im Kongress verbleiben.
Vor den Wahlen von 1930 wurde Spearing durch seine Partei nicht mehr für eine weitere Amtszeit nominiert. In den folgenden Jahren bis zu seinem Tod am 2. November 1942 praktizierte er wieder als Anwalt in New Orleans.